# شاخص دیویس-بولدین
شاخص Davies – Bouldin (DBI) که توسط David L. Davies و Donald W. Bouldin در سال ۱۹۷۹ معرفی شد، روشی برای ارزیابی الگوریتم‌های خوشه‌بندی است. این یک طرح ارزیابی درونی است، که در آن ارزیابی خوشه بندی با استفاده از مقادیر و ویژگی‌های ذاتی مجموعه داده انجام می‌شود. اشکال این روش این است که وقتی یک مقدار درست توسط این روش گزارش می‌شود به این معنا نیست که بهترین اطلاعات بازیابی شده‌اند.